# Ralf Lehm
Ralf Lehm (* 8. September 1948) ist ein deutscher Schauspieler.

## Leben und Wirken
Ralf Lehm studierte von 1968 bis 1972 an der Hochschule für Film und Fernsehen der DDR. Engagements auf der Bühne hatte er unter anderem ab 1972 am Theater Stralsund, ab 1990 am Staatstheater Schwerin und ab 2000 am Theater Baden-Baden. Er arbeitete zudem als Regisseur in Stralsund, an der Fritz-Reuter-Bühne in Schwerin, in Bremen, in Neumünster und in Baden-Baden. Seit den 1970er-Jahren war er zudem in Film und Fernsehen zu sehen. Neben Fernsehspielen wie Optimistische Tragödie spielte er in vielen Produktionen der damaligen DDR mit, zu denen Der Staatsanwalt hat das Wort und Polizeiruf 110 gehören.
Ralf Lehm lebt in Stralsund.

## Filmografie
- 1970: Unterwegs zu Lenin
- 1971: Optimistische Tragödie
- 1975: Aus meiner Kindheit
- 1979: Zugvogel am Sund
- 1981: Suturp – Eine Liebesgeschichte
- 1984: Polizeiruf 110: Freunde (TV-Reihe)
- 1985: Die Leute von Züderow (TV-Serie)
- 1985: Johann Sebastian Bach (TV-Serie)
- 1987: Künstler, König und Modell
- 1988: Der Staatsanwalt hat das Wort: Rosi fehlt (TV-Reihe)
- 1988: Zahn um Zahn – Die Praktiken des Dr. Wittkugel (TV-Serie)
- 1989: Polizeiruf 110: Der Fund (TV-Reihe)
- 1989: Tierparkgeschichten (TV-Serie)
- 1990: Der Staatsanwalt hat das Wort: Blonder Tiger, schwarzer Tango (TV-Reihe)
- 1990: Der Staatsanwalt hat das Wort: Hallo Partner (TV-Reihe)
- 1990: Polizeiruf 110: Der Tod des Pelikan (TV-Reihe)
- 1990: Die Sprungdeckeluhr
- 1990: Drei Wohnungen
- 1991: Der Staatsanwalt hat das Wort: Verliebt – verloren (TV-Reihe)
- 1992: Das große Fest
- 1994: Polizeiruf 110: Bullerjahn (TV-Reihe)